# Earth Hour

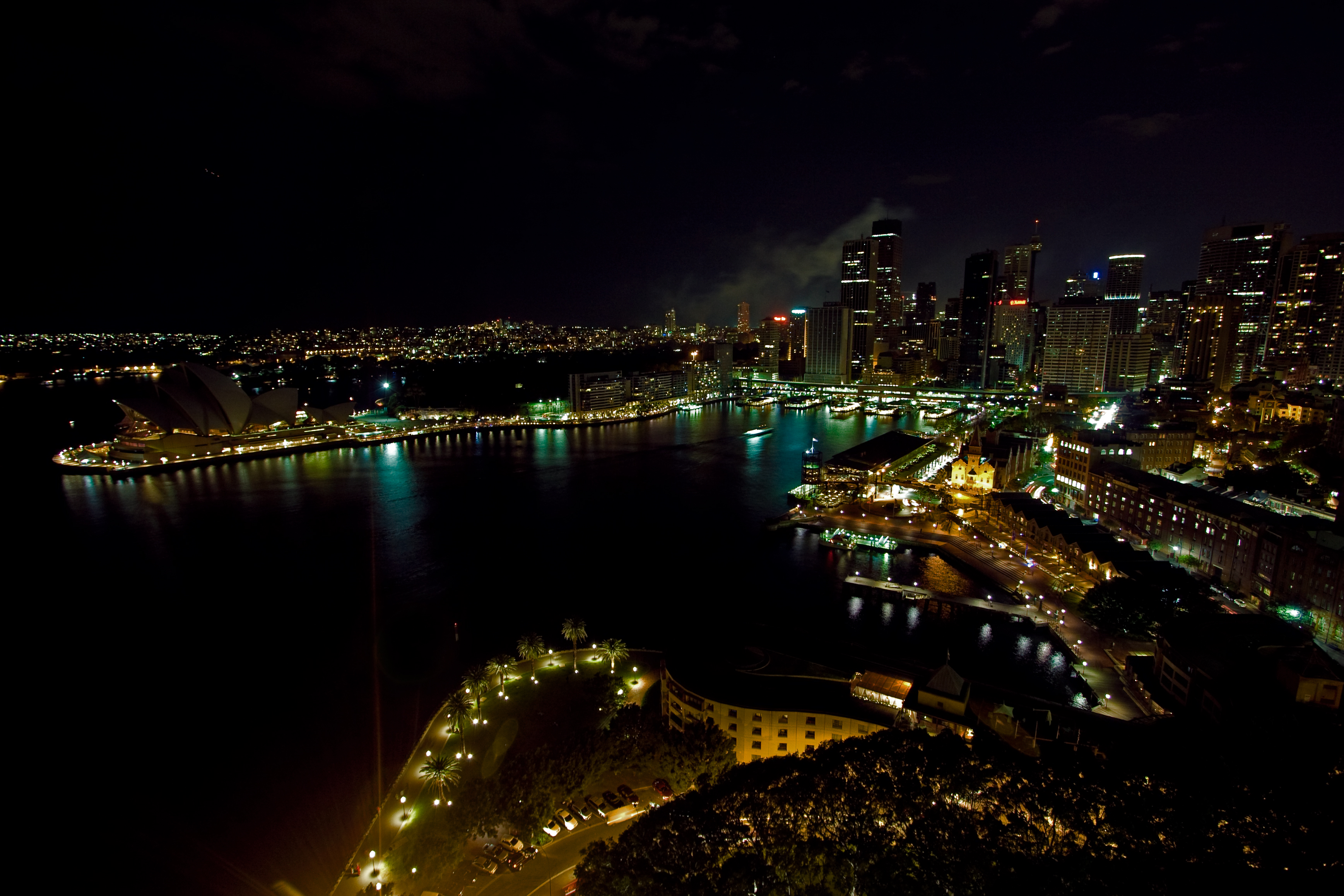
Sydney tijdens Earth Hour 2008

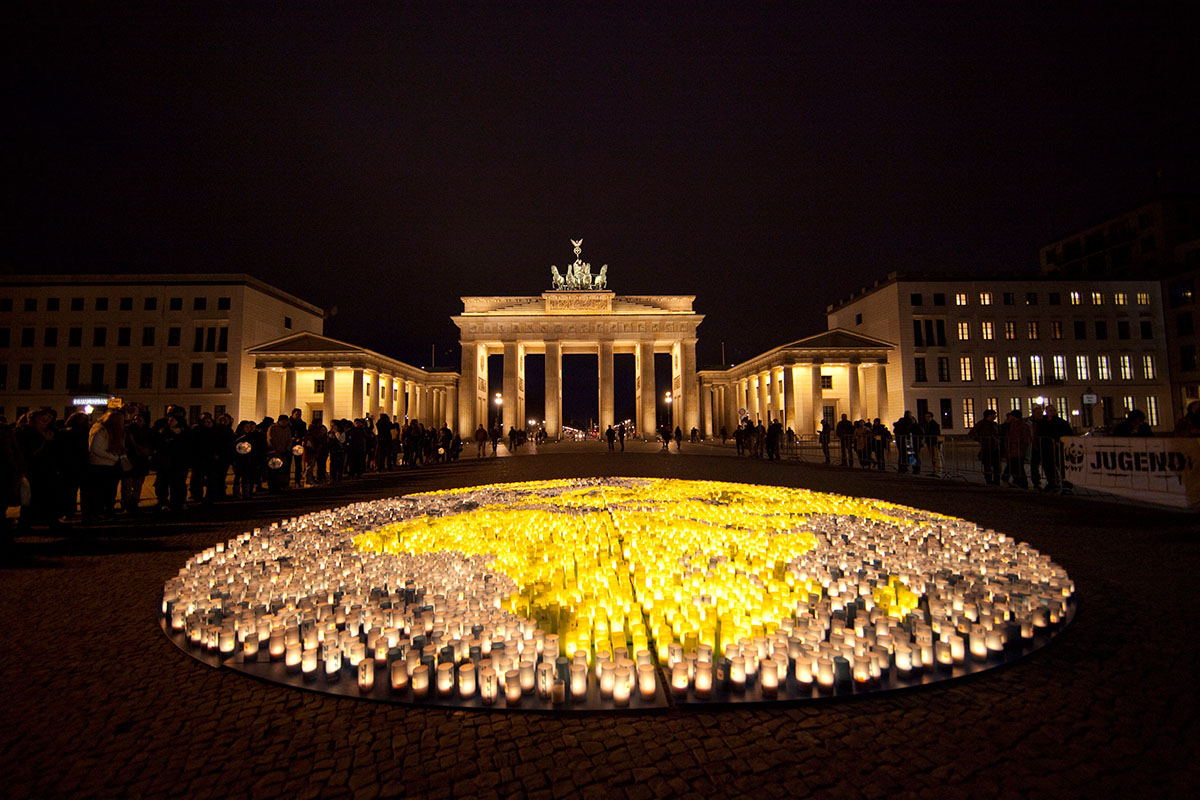
Earth Hour op Brandenburger Tor in Berlijn, 2012

WWF-Earth Hour (voorheen Earth Hour) is een internationaal evenement dat huishoudens, bedrijven en overheden oproept om één uur voor de natuur te geven — hoofdzakelijk bekend doordat grote bezienswaardigheden en monumenten hun lichten een uur uitzetten. Middels deze symbolische actie vraagt het WWF aandacht voor natuurbescherming en klimaatverandering. De Nederlandse tak, het Wereld Natuur Fonds, organiseert Earth Hour in Nederland. Zij gebruiken hierbij de slogan: geef één uur voor meer natuur. In 2023 deden zo'n 1,7 miljoen Nederlanders hieraan mee.
Het evenement vindt elk jaar eind maart plaats in het weekeinde waarin de zomertijd ingaat. In 2024 vond Earth Hour plaats op zaterdag 23 maart om 20:30 uur lokale tijd — een week eerder dan gebruikelijk om rekening te houden met de viering van Pasen. In 2025 vindt WWF-Earth Hour opnieuw één week eerder plaats dan gebruikelijk, namelijk zaterdag 22 maart, omdat een week later ook het Suikerfeest wordt gevierd.
De eerste editie van Earth Hour werd gehouden in Sydney Australië tussen 19:30 en 20:30 uur op 31 maart 2007. Het uur der aarde in 2007 heeft voor een verminderd energieverbruik gezorgd van geschat tussen 2,1% en 10,2% gedurende het uur, waaraan meer dan 2.2 miljoen mensen meededen. Het tweede uur der aarde in 2008 werd internationaal georganiseerd door de stad Sydney en tal van andere grote steden en individuen in de wereld. In 2023 vond Earth Hour in 187 landen plaats.

## 2019
In 2019 werd het evenement voor de dertiende keer georganiseerd op zaterdag 30 maart 2019 tussen 20:30 tot 21:30 uur lokale tijd. Scouts en Gidsen Vlaanderen hield die avond ook zijn jaarthemanacht en nodigde alle 83.500 leden uit om in het kader van hun jaarthema ‘Minder Is Meer’ die avond en nacht activiteiten in het donker te organiseren als signaal tegen verspilling.

## Kalender
- 2007: eerste Earth Hour op 31 maart
- 2008: tweede Earth Hour op 29 maart
- 2009: derde Earth Hour op 28 maart
- 2010: vierde Earth Hour op 27 maart
- 2011: vijfde Earth Hour op 26 maart
- 2012: zesde Earth Hour op 31 maart
- 2013: zevende Earth Hour op 23 maart
- 2014: achtste Earth Hour op 29 maart
- 2015: negende Earth Hour op 28 maart
- 2016: tiende Earth Hour op 19 maart
- 2017: elfde Earth Hour op 25 maart
- 2018: twaalfde Earth Hour op 24 maart
- 2019: dertiende Earth Hour op 30 maart
- 2020: veertiende Earth Hour op 28 maart
- 2021: vijftiende Earth Hour op 27 maart
- 2022: zestiende Earth Hour op 26 maart
- 2023: zeventiende Earth Hour op 25 maart
- 2024: achttiende Earth Hour op 23 maart
- 2025: negentiende Earth Hour op 22 maart